# Engoulevent de Prigogine
Caprimulgus prigoginei
Espèce
Statut de conservation UICN

 DD B1ab(i,ii,iii,v) : Données insuffisantes
L'Engoulevent de Prigogine (Caprimulgus prigoginei) est une espèce d'oiseaux de la famille des Caprimulgidae, connu d'un unique spécimen, une femelle, trouvée dans les monts Itombwe (dans l'actuelle RDC) en 1955. Depuis, aucune observation n'a été enregistrée.

## Description
Cette espèce est décrite à partir d'un spécimen femelle et ressemble vaguement à la femelle de l'espèce Engoulevent musicien (Caprimulgus pectoralis).

On ne sait pas actuellement comment identifier cette espèce mais des enregistrements sonores d'engoulevents non identifiés ont été provisoirement attribués à cette espèce.

## Répartition
Cette espèce est présente en République Démocratique du Congo, dans le massif d'Itombwe, en République du Congo, au sud-est du Cameroun et au nord-est du Gabon.

## Habitat
Elle vit dans les forêts à voûte ouverte de type semi-sempervirente à basse altitude ou de type sempervirente dans les montagnes.

## Population et menaces
D'après l'UICN, le déboisement pour l'agriculture à petite échelle est une menace sérieuse dans le massif d'Itombwe, où une brûlure du maïs depuis le début des années 1990 a réduit les rendements et contraint les agriculteurs à défricher la forêt pour de nouvelles exploitations (Omari et al. 1999).

Le défrichement de la forêt pour le pâturage du bétail, en particulier à des altitudes plus élevées, est également une menace (Omari et al. 1999).
1. 1 2  Article paru dans le Bulletin of The African Bird Club par Françoise Dowsett-Lemaire, vol. 16, p° 174 (2 septembre 2009)